# U 46 (Kriegsmarine)
De U 46 was een type VIIB U-boot van de Duitse Kriegsmarine tijdens de Tweede Wereldoorlog. 

## Geschiedenis
De tewaterlating van de U 46 gebeurde op 24 februari 1937 op de Germaniawerf in Kiel (Duitsland). 
Twintig schepen voor een totaal van 85.792 ton aan scheepsruimte. - twee hulpkruisers tot zinken gebracht voor een totaal van 35.284 ton aan scheepsruimte. - vier schepen beschadigd van een totaal van 25.491 ton en één schip vernietigd met een totaal van 2.080 ton aan scheepsruimte.
Vanaf 2 september 1941 tot 1 oktober 1943 was de U 46 een trainings-U-boot.

## Ongelukken en schade:U 46
27 september 1940 - De U 46 verloor twee man gedurende een onopzettelijke onderwaterduik. Men verloor Oberbootsmaat (opper-bootsman) Heinrich Schenk en matrozenobergefreiter-korporaal 1e klas) Wilhelm Reh.
25 oktober 1940 - Drie Lockheed Hudson-vliegtuigen van het 228e RAF Squadron viel de U 46 aan en een man raakte gewond en stierf de volgende dag aan zijn verwondingen. Dit was matrozengefreiter (korporaal) Plaep.
Op 3 april 1941 moest de U 46 terugkeren naar de basis, te wijten aan een serieus probleem met al de openingskleppen van de torpedobuizen. Normaal openden en sloten die automatisch, maar zelfs manueel konden ze de torpedoboegbuiskleppen niet openen of sluiten. Deze werden dan met mankracht door verscheidene matrozen dicht- of open gezwengeld, wat een zwaar en lastig karwei was onder water.

## Ondergang
De U 46 werd getroffen door vliegtuigbommen in Neustadt in oktober 1943. Ze werd door de eigen bemanning tot zinken gebracht op 4 mei 1945 in Kupfermühlen, in positie 54° 50′ 0″ NB, 9° 29′ 0″ OL.

## Commandanten
- 2 november 1938 - 21 mei 1940: Herbert Sohler
- 22 mei 1940 - 24 september 1941: Kptlt. Engelbert Endrass (Ridderkruis)
- oktober - 19 november 1941: Peter-Ottmar Grau
- 20 november 1941 - maart 1942: Oblt. Konstantin von Puttkamer
- maart - april 1942: Kurt Neubert
- 20 april - mei 1942: Ernst von Witzendorff
- mei - juli 1942: Franz Saar
- augustus 1942 - 30 april 1943: Joachim Knecht
- 1 mei - oktober 1943: Oblt. Erich Jewinski